# Paeonia ostii
Espèce
Classification phylogénétique
Synonymes
- P. suffruticosa ssp. yinpingmudan[1]
- Paeonia ostii var. lishizhenii B. A. Shen
- Paeonia ostii subsp. lishizhenii (B. A. Shen) B. A. Shen
- Paeonia ×suffruticosa subsp. ostii (T. Hong et J. X. Zhang) Halda
- Paeonia ×suffruticosa subsp. yinpingmudan D. Y. Hong, K. Y. Pan et Zhang W. Xie
- Paeonia yinpingmudan (D. Y. Hong, K. Y. Pan et Zhang W. Xie) B. A. Shen

Référence : The Plant List.
La pivoine d'Osti (Paeonia ostii) est une espèce de plantes à fleurs du genre Paeonia et de la famille des pivoines, les Paeoniaceae. C'est un arbuste rustique originaire de Chine.

## Habitat

### État sauvage
La pivoine d'Osti est une espèce qui ne se rencontre à l'état sauvage, en Chine, que dans l'ouest de la province du Henan. Elle pousse dans les forêts de feuillus et les taillis, sur les pentes, à des altitudes de 800 à 1 600 mètres d'altitude.

### Cultures
Elle est couramment cultivée dans les provinces de l'Anhui, du Henan, du Hubei, du Shaanxi, du Sichuan et d'autres. La plante supporte des températures hivernales aussi basses que −20 °C à −34,4 °C. Les plantes cultivées sur des sols argileux donnent une floraison plus abondantes. Le pH du sol doit être légèrement acide à neutre, entre 5,6 et 7,5. Cette pivoine se cultive essentiellement comme les autres pivoines arbustives. La plante préfère les sols bien drainés et les emplacements ensoleillés ou légèrement ombragés. Elle peut être propagée à partir de graines semées à l'automne, de boutures semi-ligneuses ou de greffes et atteint sa maturité en cinq à dix ans. La plante ne nécessite pas de taille, sauf pour éliminer le bois mort et les drageons. Les fleurs fanées doivent être coupées.

### Occurrence en France
La pivoine d'Osti a commencé à être importée en Europe à partir de 1999. On la trouve au parc floral de Vincennes et au parc de Bagatelle à Paris.

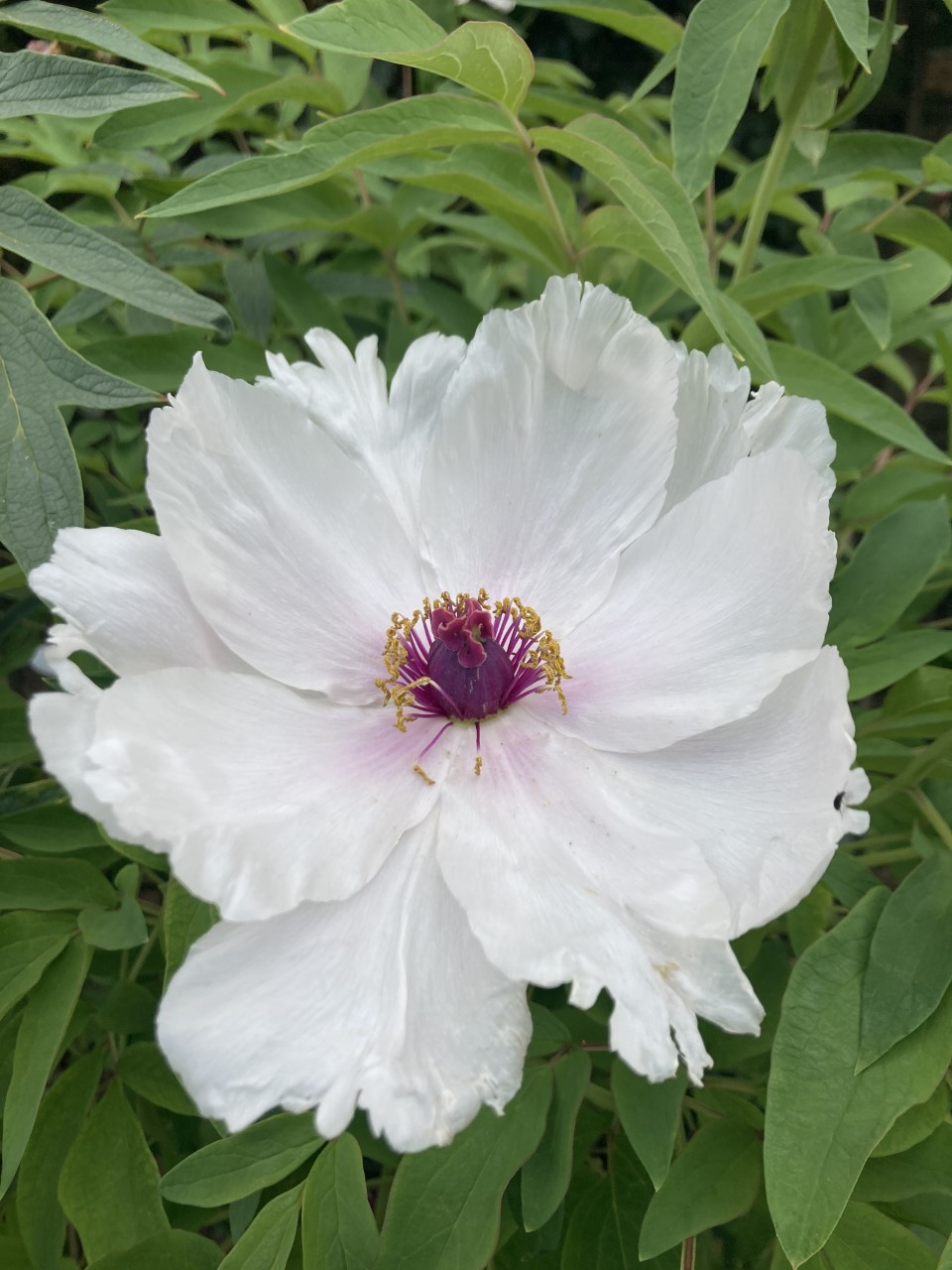
Pivoine d'Osti à Bagatelle.

## Description
La pivoine d'Osti peut atteindre une hauteur de 0,8 à 2,5 m. La tige de la plante a une écorce gris-brun à gris argenté.
Les feuilles sont longues, non lobées, biternées, composées de 9 à 15 folioles, plus ou moins lancéolées, entièrement marginées, glabres inférieurement, avec la pointe acuminée, présentant quatre à sept nervures, de couleur vert grisâtre à vert foncé. Les folioles terminales ont un à trois lobes.
La floraison, précoce, a lieu au milieu du printemps et se prolonge longtemps, jusqu'au milieu de l'été. Les fleurs, en forme de lotus, simples et terminales, peuvent atteindre 12 à 15 cm de diamètre et sont d'un blanc pur, sans taches basales, parfois légèrement teintées de rose, de rouge pâle ou de violet. Elles sont parfumées, avec une forte odeur de musc, et portent trois ou quatre sépales jaune verdâtre, largement elliptiques ou ovales (1,5 à 3,1 cm sur 1,5 à 2,5 cm).
Il y a environ onze pétales, blancs, obovales, très ouverts, entaillés au sommet, de 5,5 à 6,5 cm sur 3,8 à 5 cm. Les étamines sont d'un rouge violacé, avec des anthères jaunes. Les siliques sont oblongues, jaune brunâtre et pelucheuses. La fleur se ferme en cas de précipitation et se rouvre au retour du soleil.

## Utilisation médicale
La pivoine d'Osti, nommée fengdan (凤丹) en chinois, est le parent de deux variétés de pivoines arbustives médicinales. « Feng Dan Bai » (Phénix blanc) et « Feng Dan Fen » (Phénix rose) sont cultivées pour l'écorce de leurs racines, qui est utilisée comme anti-spasmodique dans toute l'Asie, en médecine traditionnelle chinoise.
Les infusions de pétales séchés sont utilisées comme remède contre la toux et pour le traitement des hémorroïdes et des varices. Les graines sont également employées pour produire une huile. On attribue aussi à la plante des propriétés analgésiques, antibactériennes et antiinflammatoires. Certaines parties de la plantes sont toxiques par ingestion.

## Économie

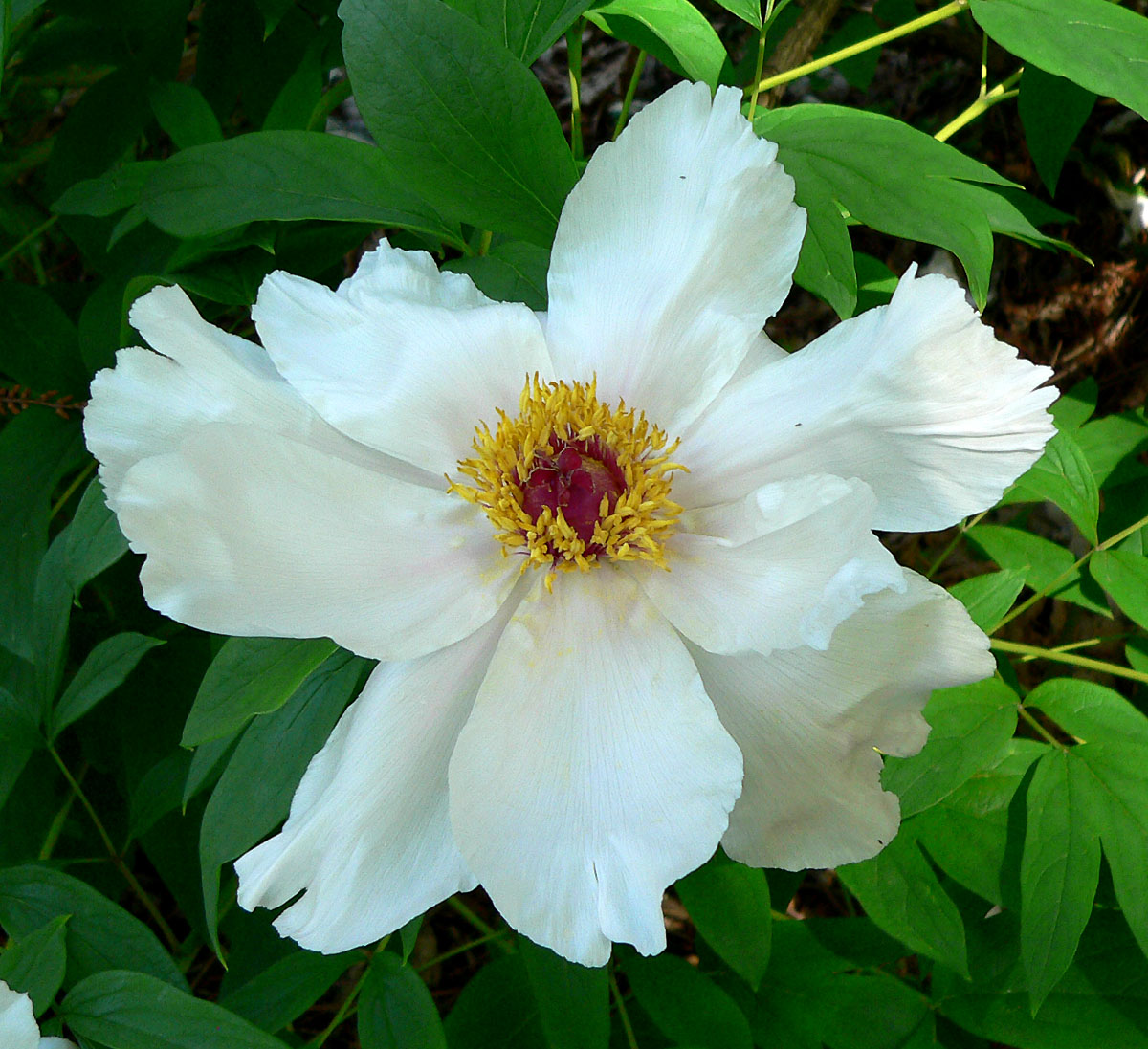
Pivoine d'Osti au Jardin botanique de l'université de Californie, à Berkeley, en Californie aux États-Unis.

Les graines se vendent 1 euro la pièce (2011). Les plantes à racines nues sont commercialisées 11 euros pièce.

## Classification

### Taxonomie
La pivoine d'Osti est une espèce du genre Paeonia, de la famille monotypique des pivoines (Paeoniaceae), de l'ordre des Saxifragales. Identifiée en 1992, elle a été baptisée en l'honneur du Dr Gian Lupo Osti, président italien de la Société internationale de dendrologie.
Dans sa classification de 2004, Josef Halda fait de la pivoine d'Osti une sous-espèce de la pivoine arbustive Paeonia suffruticosa Andrews.

### Variétés
La pivoine d'Osti comporte trois variétés :
- Paeonia ostii var. Feng Dan Bai
- Paeonia ostii var. Feng Dan Fen
- Paeonia ostii var. Lotus devant le soleil[14]